# Карл Гюнтер (Шварцбург-Зондерсхаузен)
Карл Гюнтер фон Шварцбург-Зондерсхаузен (на немски: Karl Günther, Fürst zu Schwarzburg-Sondershausen; * 7 август 1830 в Арнщат; † 28 март 1909 във Вайсер Хирш до Дрезден) е от 17 юли 1880 г. до смъртта си последният княз на Шварцбург-Зондерсхаузен, граф на Хонщайн, господар на Арнщат, Зондерсхаузен и Лойтенберг (1880 – 1909).
Той е вторият син на 3. княз Гюнтер Фридрих Карл II фон Шварцбург-Зондерсхаузен (1801 – 1889) и първата му съпруга принцеса Каролина Ирена Мария фон Шварцбург-Рудолщат (1809 – 1833), дъщеря на принц Карл Гюнтер фон Шварцбург-Рудолщат (1771 – 1825) и принцеса Луиза Улрика фон Хесен-Хомбург (1772 – 1854). Баща му Гюнтер Фридрих Карл II се жени втори път на 29 май 1835 г. в Йоринген за принцеса Матилда фон Хоенлое-Йоринген (1814 – 1888). Матилда превръща княжеството на културен център.
Карл Гюнтер посещава университета в Бон и след това влиза в Пруската армия. Той участва 1866 г. в Немската война и на 18 септември 1886 г. става генерал на инфантерията.
Баща му Гюнтер Фридрих Карл II абдикира на 17 юли 1880 г., поради напредналата си възраст и болест на очите, в полза на своя син наследствения принц Карл Гюнтер, който оставя управлението на своя държавен министър.
През 1906 г. Карл Гюнтер е тежко ранен при лов и последните си три години боледува на легло. Карл Гюнтер фон Шварцбург-Зондерсхаузен умира без наследници на 78 години на 28 март 1909 г. във Вайсер Хирш до Дрезден и е погребан в княжеската капела на църквата „Тринитатис“ в Зондерсхаузен.
През 1909 г. Гюнтер Виктор фон Шварцбург-Рудолщат управлява двете княжества в Персоналунион като княз фон Шварцбург.

## Фамилия
Карл Гюнтер фон Шварцбург-Зондерсхаузен се жени на 12 юни 1869 г. в Алтенбург за принцеса Мария Гаспарина Амалия Антоанета Каролина Шарлота Елизабет Луиза фон Саксония-Алтенбург (* 28 юни 1845, Мюнхен; † 5 юли 1930, Зондерсхаузен), дъщеря на принц Едуард фон Саксония-Алтенбург (1804 – 1852) и втората му съпруга принцеса Луиза Ройс цу Грайц (1822 – 1875), дъщеря на княз Хайнрих XIX Ройс-Грайц от „старата линия“. Бракът е бездетен.